# Wadian
Wadian (chinesisch 瓦店遗址, Pinyin Wǎdiàn yízhǐ – „Wadian-Stätte“) ist eine neolithische Stätte der Longshan-Kultur in Yuzhou in der chinesischen Provinz Henan.
Die Wadian-Stätte hat sich als beste Stätte für die Einschätzung des Beginns der Xia-Zeit erwiesen.
Sie steht seit 2006 auf der Liste der Denkmäler der Volksrepublik China (6-128).